# 아이슬란드 중앙은행
아이슬란드 중앙은행(아이슬란드어: Seðlabanki Íslands 세들라방키 이슬란즈)은 아이슬란드의 중앙은행으로서 한국의 한국은행, 혹은 미국의 미국연방준비은행과 같은 역할을 담당한다. 1961년 아이슬란드 국회에 의해 법적으로 그 기능을 란즈방키 이슬란즈로부터 이전받아 설립되었으며, 설립 이후 은행이 가지는 재정정책의 권한은 대폭 확대되었다.
은행은 아이슬란드 정부 소유이며, 아이슬란드의 총리로부터 임명된 세 명의 정부 이사와 7명의 특별 이사들로 구성된다. 이들의 임기는 7년이다. 아이슬란드 크로나의 지폐 및 동전의 발행권한과 외환관리를 맡고 있다. 명목상으로는 독립기관이었으나, 대체적으로 은행은 아이슬란드 정부의 방침을 줄곧 따라왔다. 그러나 2001년에는 인플레이션과 재정정책에 관하여 권한이 좀 더 위임되었다.

## 같이 보기
- 아이슬란드의 경제
- 아이슬란드 크로나